# Württembergische C
Die Lokomotiven der Gattung C der Königlich Württembergischen Staats-Eisenbahnen waren Schnellzuglokomotiven mit der Achsfolge 2'C1' (Pacific). Die C war die kleinste 2C1-Länderbahnlok. Sie war eine Konstruktion von Eugen Kittel.

## Technik

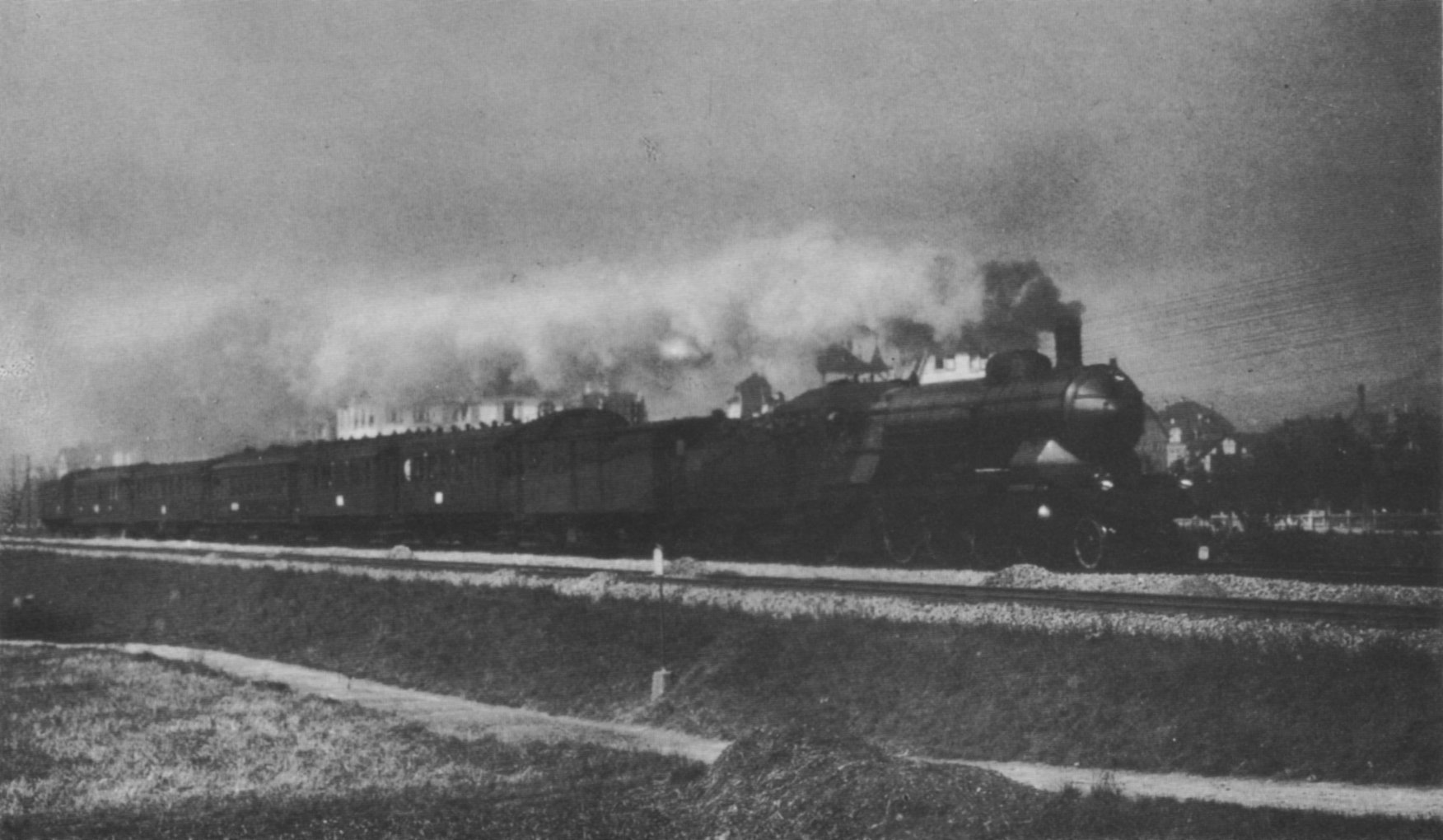
Eine Württembergische C vor dem Orient-Express vor 1914

Die 41 Fahrzeuge wurden zwischen 1909 und 1921 durch die Maschinenfabrik Esslingen gebaut. Sie wurden von Anfang an für die Topografie Württembergs ausgelegt und hatten deshalb Treibräder mit nur 1.800 mm Durchmesser. Die Lokomotiven waren, obwohl sie zu den kleinsten Maschinen der Bauart 2'C1' zählten, sparsam und zugleich sehr leistungsfähig. Die Maschinen hatten ein Vierzylinder-Verbundtriebwerk. Alle vier Zylinder wirkten auf die zweite, gekröpfte Kuppelachse.
Das Aussehen der Lokomotive ist relativ ungewöhnlich. Auffällig sind der außenliegende Hilfsrahmen zur Unterstützung des Blechrahmens mit den dahinterliegenden Radkästen für die Kuppelachsen sowie das strömungsgünstig geformte Führerhaus, das dem der Bayerischen S 2/6 ähnelt. Auch die kegelförmige Rauchkammertür unterstützte den windschnittigen Eindruck. Die Lokomotive wurde auch „Die schöne Württembergerin“ genannt.
Die Fahrzeuge waren mit Schlepptendern Bauart wü 2'2'T 20 und wü 2'2'T 30 ausgestattet.

## Deutsche Reichsbahn
Nach dem Ersten Weltkrieg mussten vier Maschinen an Frankreich abgegeben werden. Von dort gelangte ein Exemplar nach Polen und wurde von den PKP als PKP-Baureihe Om101 eingereiht. Die übrigen 37 wurden als Baureihe 18.1 von der Deutschen Reichsbahn übernommen. Dort erhielten sie 1926 die Betriebsnummern 18 101–137.

## Bundesbahn
Bei Gründung der Deutschen Bundesbahn 1949 verfügte diese über 23 betriebsfähige Lokomotiven der Baureihe 18.1.
In Heilbronn waren 18 101, 102, 117, 118, 120, 126, 128, 131, 132, 133 und 136 beheimatet, in Ulm 18 103, 104, 105, 107, 108, 109, 110, 112, 113, 122 und 123.
Von Heilbronn aus wurden ein Schnellzug-Paar zwischen Stuttgart und Würzburg sowie Eil- und Personenzüge zwischen Heilbronn, Mannheim und Stuttgart bespannt. Die Ulmer Loks bespannten neben einem Schnellzug-Paar zwischen Ulm und Friedrichshafen überwiegend Personenzüge zwischen Ulm und Aalen.
Ende Mai 1952 wurden die Heilbronner Maschinen nach Ulm umbeheimatet. 1952 wurden zwei, 1953 elf und 1954 acht Lokomotiven der Baureihe 18.1 z-gestellt und anschließend ausgemustert und verschrottet. 1955 waren nur noch 18 136 und 18 133 betriebsfähig. Die letzte Leistung einer C fuhr 18 133 am 13. Februar 1955 mit einem Eilzug von Immendingen nach Ulm. Kein Exemplar der württembergischen C ist erhalten geblieben.